# گواهی سرمایه‌گذاری تضمینی
گواهی سرمایه‌گذاری تضمینی (به انگلیسی: Guaranteed Investment Certificate) یکی از روش‌های سرمایه‌گذاری در کاناداست که نرخ سود تضمینی مشخصی را در یک بازه زمانی ارائه می‌دهد. این گواهی معمولاً توسط بانک‌ها و موسسات مالی معتبر صادر می‌شود. به خاطر ریسک پائین این نوع سرمایه‌گذاری، بازدهی آن از سایر شیوه‌های سرمایه‌گذاری نظیر سهام، اوراق قرضه یا صندوق‌های مشترک کمتر است.
گواهی سرمایه‌گذاری تضمینی ممکن است با سود ثابت یا سود متغیر باشد. در شیوه دوم، سود پرداختی به نرخ بهره اعلامی از سوی بانک مرکزی کانادا بستگی دارد. به هر حال، اصل سرمایه در این روش تضمین شده‌است. شرکت بیمه سپرده کانادا گواهی‌های سرمایه‌گذاری تضمینی را تا سقف ۱۰۰ هزار دلار بیمه می‌کند، البته به شرطی که بانک یا مؤسسه صادرکننده، عضو این شرکت بوده و دوره گواهی نیز زیر پنج سال باشد.